# Metopa submajuscula
Metopa submajuscula är en kräftdjursart som beskrevs av Gurjanova 1948. Metopa submajuscula ingår i släktet Metopa och familjen Stenothoidae. Inga underarter finns listade i Catalogue of Life.